# Шенгелиа, Давид Михайлович
Давид Михайлович Шенгелиа (груз. დავით შენგელია; род. 4 мая 1933, Тифлис) — советский и грузинский геолог, специалист в области геодинамики и геохимии, доктор геолого-минералогических наук, профессор, академик Академии наук Грузии (2013; член-корреспондент с 2001).

## Биография
Родился 4 мая 1933 года в Тбилиси, Грузинской ССР.
С 1951 по 1956 год обучался на геологическом факультете Грузинского политехнического института, получив специальность инженера-геолога. С 1961 по 1966 год обучался в аспирантуре Института геологии АН ГрузССР.
С 1956 года на научно-исследовательской работе в Институте геологии АН ГрузССР — НАН Грузии в должностях: младший научный сотрудник, с 1966 по 1978 год — старший научный сотрудник, с 1996 по 2009 год — заведующий кафедрой петрологии, с 2009 года — заведующий кафедрой петрологии, минералогии и литологии этого института.
Одновременно с научной занимался и педагогической работой в Грузинском технической университете: с 1979 по 1996 год — заведующий кафедрой минералогии, петрологии и геохимии и с 1996 по 2005 год — профессор этого университета. Помимо основной деятельности занимался преподавательской работой в иностранных высших и научных учебных заведениях: в 1977 году в Румынской сессии Международной ассоциации по геологическому изучению глубинных зон земной коры (АZOPRO), с 1984 по 1986 год в Карловом университете где читал курс лекций.

### Научно-педагогическая деятельность и вклад в науку
Основная научно-педагогическая деятельность Д. Шенгелия была связана с вопросами в области изотопной геологии, геохимии, минералогии и петрографии. Занимался исследованиями в области геологического и петрологического  кавказского кристаллия, геодинамики, в том числе проблем процесса формирования магматических пород, термобарометрии минералов и гранитоидного магматизма.
В 1962 году защитил кандидатскую диссертацию, в 1973 году защитил докторскую диссертацию на соискание учёной степени доктор геолого-минералогических наук. В 1982 году ему присвоено учёное звание профессор. В 2001 году был избран член-корреспондентом, а в 2013 году — действительным членом НАН Грузии. Д. Шенгелия было написано более двухсот научных работ, в том числе монографии, на различных языках мира.

### Монографии
- Петрология Дарьяльского массива / Тр. Геол. ин-та АН Груз. ССР, нов.сер., вып.IV, Тбилиси: Мецниереба, 1965, 104 с.
- Петрология палеозойских гранитоидов Северного Кавказа. Тр. ГИН АН ГССР, нов.сер., вып.34, 1972, 263 с.
- Региональный метаморфизм низких и умеренных давлений в Абхазии //Тр. ГИН АН ГССР, 1982, вып.78, 206 с.
- Крупномасштабное геологическое картирование метаморфических формаций на примере Кавказа. Коллективная монография и геол. карта. Тр. ГИН АН ГССР, новая серия, вып. 87, 1985, 107 с.
- Петрология метаморфических комплексов Большого Кавказа. Москва, изд. Наука, 1991,  232 с.
- Metamorphic facies of the Great Caucasus. Moscow-Tbilisi: Metsniereba, 1995, 71 p.
- Метаморфические формации Большого Кавказа. Груз. Техн. Унив. Тбилиси. 1998, 108 с.
- Докембрийско-палеозойский региональный метаморфизм, гранитоидный магматизм и геодинамика Кавказа. Научный Мир. Москва. 2005, 479 с. (English summary).

### Основные научные статьи
- Последовательность метаморфических процессов в амфиболовых сланцах Северо-Унальского массива (Северный Кавказа). В сб.: Вопросы геологии Грузии. К 22-й сесс. МГК, Тбилиси, 1964, с.63-72.
- Метасоматические зональные плагиоклазы в Цейском гранитоидном массиве на Северном Кавказе. Доклады АН СССР т.166, №6, 1966, с.1429-1432.
- О Северо-Кавказских зональных плагиоклазах метаморфического происхождения. Изв. “ВУЗ”. Геол. и разв. геол. №1, 1968, с.23-28.
- Гранулитовая фация Большого Кавказа //Изв. АН СССР, сер.геол., №7, 1968, с.23-33.
- Новые данные о Каледонских гранитоидах Северного Кавказа. Доклады АН СССР, т.189, №2, 1969, с.363-365.
- Богатый железом мусковит в палеозойских диафторитов Северного Кавказа. Доклады АН СССР т.209, №4, 1973, с.937-939.
- О равновесии роговой обманки и мусковита в палеозойских диафторитах Северного Кавказа //ДАН СССР, 210, №1, 1973, с.195-198.
- Графитовый термометр //ДАН СССР, 1977, т.235, №6, 1977, с.1407-1409.
- Новые данные о строении Дзирульского выступа доальпийского фундамента Грузинской глыбы //Докл. РАН, т.359, №6, 1998, с.801-803.
- Роль тектонических покровов в процессе формирования позднегерцинских гранитоидов Большого Кавказа  / Тр. ГИН АН Грузии, 1998, с.163-169[5]